# صورة كامنة

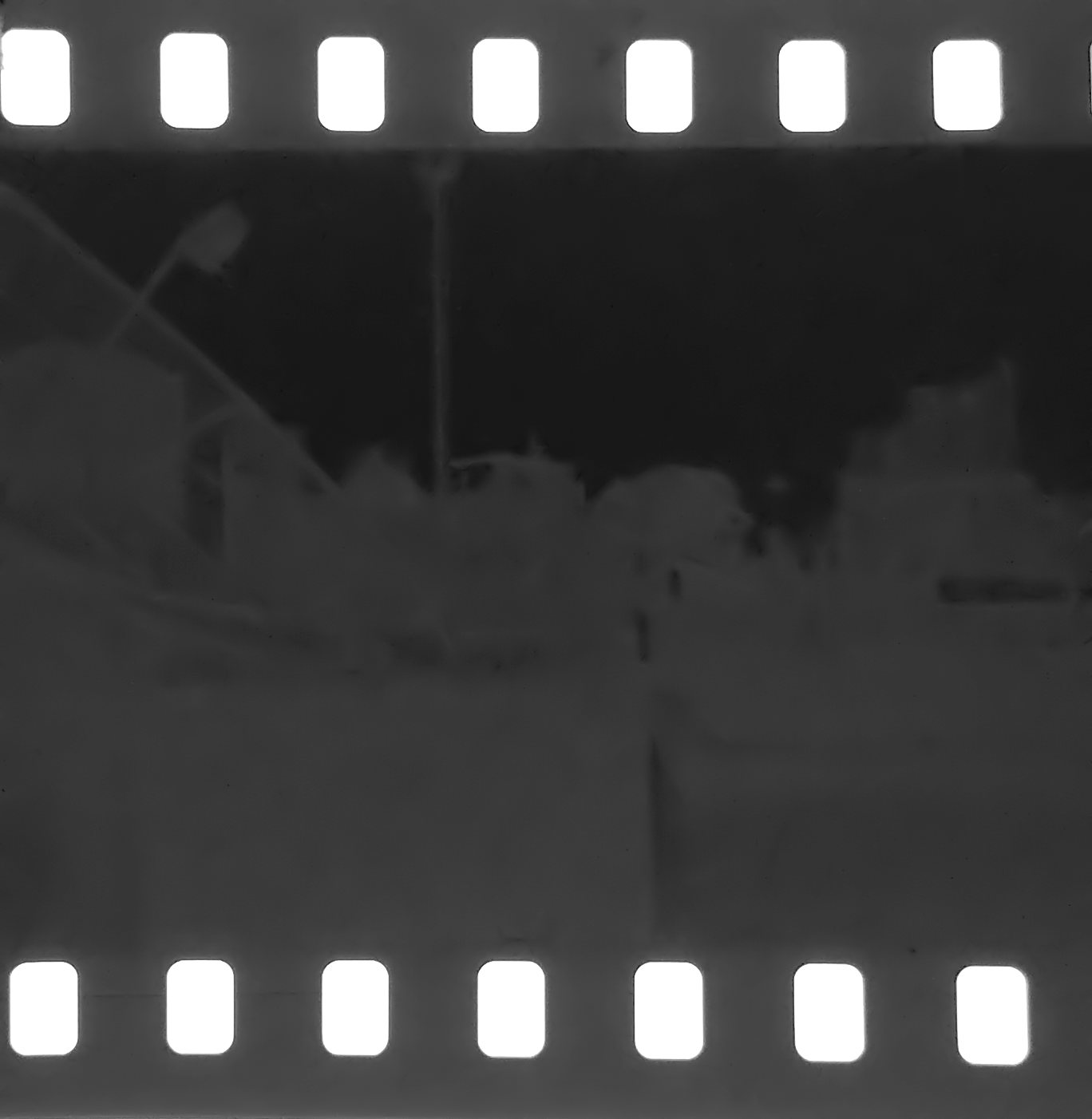

الصورة الكامنة في الفيلم الفوتوغرافي هي صورة غير مرئية تنتج عن تعريض الفيلم للضوء. وعند معالجة الفيلم فإن الأجزاء التي تعرضت للضوء تتحول إلى درجات معتمة مكونة صورة مرئية وتسمى هذه المرحلة من مراحل المعالجة بمرحلة الإظهار. في بدايات ظهور التصوير الفوتوغرافي لم تكن طبيعة التغيرات الغير مرئية في بلورات هاليدات الفضة بطبقة المستحلب الحساس الذي يغطي الفيلم معروفة حينها، ولهذا كانت تسمى الصورة كامنة (Latent) إلى أن يعالج الفيلم باستخدام محلول المظهر الفوتوغرافي.